# Лісхоз Караагаш
Лісхо́з Караага́ш (каз. Қараағаш орманшар) — село у складі Жанааркинського району Улитауської області Казахстану. Входить до складу Караагаського сільського округу.
Населення — 108 осіб (2021; 108 у 2009, 111 у 1999, 111 у 1989).
Національний склад станом на 1989 рік:
- казахи — 100 %.

Станом на 1989 рік село називалось селище Лісхоз, мало також назву Караагаш.